# Okolice ciała ludzkiego
Okolice ciała ludzkiego  (łac. regiones corporis) – w anatomii człowieka, pola wyróżniane na powierzchni ciała ludzkiego, których granice najczęściej wyznacza zrąb kostny lub elementy układu mięśniowego. Jednoznacznie ustalone nazewnictwo okolic ciała umożliwia ścisły, topograficzny opis powierzchni ciała i narządów wewnętrznych nimi objętych.
W obrębie ciała ludzkiego wyróżnić można:
- głowę (łac. caput) i jej okolice, w szczególności twarz;
- szyję (łac. collum) i jej okolice;
- dwie pary kończyn (łac. membra), czyli kończyny górne i ich okolice oraz kończyny dolne i ich okolice;
- tułów (łac. truncus), w skład którego wchodzi klatka piersiowa (łac. thorax), brzuch (łac. abdomen), miednica (łac. pelvis) oraz grzbiet (łac. dorsum); topograficznie tułów dzieli się na pole przednie górne, pole przednie dolne, pole tylne (grzbietowe) oraz okolicę kroczową, stanowiącą zewnętrzną powierzchnię dna miednicy[1].